# Griffinia cordata
Griffinia cordata là một loài thực vật có hoa trong họ Amaryllidaceae. Loài này được K.D.Preuss & Meerow mô tả khoa học đầu tiên năm 2001.